# Vukona
Vukona (Servisch cyrillisch Вукона) is een plaats in de Servische gemeente Ub. De plaats telt 262 inwoners (2002).